# قناری شکم‌سفید
قناری شکم‌سفید (نام علمی: Serinus dorsostriatus) نام یک گونه از سرده سهره دمگاه‌زرد است.